# Передбачення структури білків
Передбачення структури білків — комп'ютерне моделювання третинної (просторової) структури білку на основі його амінокислотної послідовності (первинної структури). Це одна з найважливіших проблем сучасної біоінформатики. Прогрес у розвитку методів для передбачення структури білків оцінюється в межах всесвітнього експерименту КАСП (англ. CASP), що проводиться кожні два роки, починаючи з 1994 року.

## Важливість проблеми
У 1960-х роках американський біохімік, Нобелівський лауреат Крістіан Анфінсен спостулював термодинамічну гіпотезу, згідно з якою атоми в молекулах білка в природних умовах набувають термодинамічної стабільної конформації, що відповідає мінімуму вільної енергії системи. Іншими словами, білок набуває певної просторової форми через обмеження, що визначаються складом і фізико-хімічними властивостями амінокислот, які його утворюють. Молекули білків зі схожою просторовою структурою зазвичай виконують схожу біологічну роль у клітинних процесах. Таким чином, структура білка може розглядатися як перехідна кладка між його хімічним складом (первинною структурою) та функцією.
У наш час значна кількість амінокислотних послідовностей білків отримується шляхом трансляції генів з нуклеотидних послідовностей ДНК, які визначаються в рамках широкомасштабних дослідницьких проєктів — таких як проект геному людини (Human Genome Project). Разом з тим, методи експериментального визначення структури білка є технологічно складними, дорогими та значно відстають (більш ніж на два порядки) за продуктивністю від методів визначення хімічного складу білків. Станом на березень 2010 року майже 10 мільйонів  білкових послідовностей було депоновано у публічні бази даних, і ця кількість продовжує швидкозростати. У той час як зусиллями великих центрів структуральної генетики в цілому світі централізовану базу даних структур білків PDB вдалося наповнити лише до 60 тисяч структур. Видається, що заповнити розрив між кількістю білкових послідовностей і відомих структур можна лише шляхом теоретичного моделювання.
Розв'язання цієї проблеми відкриває нові можливості для впровадження та вдосконалення біотехнологій. Сьогодні[коли?] існує багато прикладів практичного застосування комп'ютерних моделей білків у біології та медицині, зокрема для розробки лікарських засобів. Знання структури білка може допомогти визначити потенційних партнерів для білкової взаємодії, що стимулює створення або вдосконалення нових ензимів чи антитіл. Також це знання дозволяє пояснити фенотипи мутацій або спрямувати дослідників на визначення місць для проведення мутацій з метою зміни певних фенотипів.

## Складність проблеми і типи методів моделювання
Передбачення структури білків є складною задачею з багатьох причин. По-перше, кількість можливих просторових конфігурацій білків є дуже великою. По-друге, фізичні засади структуроутворення білків і їхньої стабільності є ще не до кінця зрозумілими. Для досягнення успіху в побудові моделі методи з передбачення структури повинні реалізовувати певний стратегічний план для ефективного перешуковування простору можливих структур і вибору найбільш ймовірних кандидатів на нативну структуру. 
На даний час існують два головні, концептуально різні типи методів для звуження простору пошуку структурних конформацій білків: 1) інформаційні методи, що базуються на знанні, почерпнутому з експериментально визначених структур (англ. knowledge-based methods), та 2) фізичні методи, що ґрунтуються на основних принципах молекулярної динаміки (англ. modeling from the first principles або англ. ab initio modeling). 
Методи першого типу використовують припущення, що шукана структура білка може бути схожою до однієї або кількох відомих структур білків, чи, принаймні, бути складеною з елементарних конструкційних блоків таких білків. Методи другого типу не використовують інформації з відомих структур, а базуються переважно на спрощених енергетичних потенціалах та використовують для моделювання наближені стратегії пошуку мінімуму енергетичного ландшафту. 

## Передбачення структури за зразком
Якщо серед відомих структур вдається відшукати такі, для яких є підстави стверджувати, що вони можуть бути до певної міри схожими з об'єктом моделювання, то тоді їх можна використати за шаблон для побудови моделі. Цей тип методів називають моделюванням за зразком (англ. template-based modeling). Шаблони можуть бути знайдені за допомогою методів безпосереднього порівняння амінокислотних послідовностей (англ. comparative modeling methods) таких як БЛАСТ (англ. BLAST) чи ФАСТА (англ. FASTA), або більш комплексних методів для розпізнавання структурно схожих білків за слабкої або практично невикривальної послідовнісної схожості (англ. fold recognition або threading methods). Остання група методів базується на принципі, що структура є еволюційно консервативнішою, ніж послідовність, а тому іноді видається за можливе знайти споріднені білки з несхожими послідовностями, а тоді спробувати "просилити" послідовність шуканого білка через структуру шаблону. Теоретично такі білки можна викрити, сконструювавши і порівнявши послідовнісні профілі шуканого білка і відомих структур. 
Моделювання за шаблоном має величезний практичний потенціал, адже якщо відома структура хоча б одного білка з якоїсь функціональної родини, то тоді можна спробувати збудувати моделі для практично кожного білка в цій родині. Із зростом бази даних структур таке моделювання стає можливим для все більшої кількості білків.

## Безшаблонне передбачення білків
Коли не вдається знайти шаблон для моделювання жодним з вищезазначених методів, тоді застосовуються так звані безшаблонні методи (англ. template-free або de novo methods). До безшаблонних методів належать так звані фрагментні методи та чисто фізичні методи. Безпосередня симуляція звертання білків методами молекулярної динаміки з енергетичною функцією, що враховує деталі взаємодій на атомному рівні, в наш час[коли?] Є практично нерозв'язальною через високу вимогу до обчислювальних ресурсів. Тому більшість ab initio методів використовує спрощену атомну структуру білків. 
Ці методи в наш час[коли?] є менш надійними, ніж шаблонні, але вони іноді можуть сконструювати моделі, що мають загальну форму (англ. - fold), близьку до нативної структури шуканого білка. 